# Rising Zan: The Samurai Gunman
Rising Zan: The Samurai Gunman (ライジング ザン ザ・サムライガンマン Raijingu Zan Za Samurai Ganman) là một game hành động phiêu lưu do hãng UEP Systems phát triển và Agetec phát hành cho PlayStation vào năm 1999. Câu chuyện (do Terence McGovern kể lại) khá là nổi bật vì pha trộn cả hai yếu tố đậm nét phương Đông và phương Tây, đáng chú ý nhất là về nhân vật chính Zan (Greg Weber lồng tiếng), có những đặc điểm của cả một samurai Nhật và một tay súng Miền Viễn Tây. Game còn có nét đặc sắc ở chỗ có riêng một bài hát mở đầu chủ đề với lời nhạc hoàn chỉnh khá phù hợp khiến trò chơi mang dáng dấp của một chương trình truyền hình phương Tây thập niên 1950 và 1960. Đoạn chót của bài hát cũng được phát lên vào khúc cuối mỗi màn chơi.

## Lối chơi
Nhân vật chính Zan khi giáp chiến với kẻ thù thường sử dụng khẩu súng lục mang tên "Johnny No More" (cũng là tên ca khúc chủ đề trong game) bên tay trái và thanh katana tên "Demon Slayer" bên tay phải. Người chơi có thể giải cứu con tin nằm rải rác xung quanh màn chơi đó, thi triển vài chiêu combo kết hợp các chiêu tấn công bằng súng và gươm và thực hiện "All Button Events" bằng cách nhấn liên tục tất cả các nút bấm trong bộ điều khiển để mau chóng lấp đầy một thanh hiển thị trong khoảng thời gian hạn chế. Chúng bao gồm một trong bảy chiêu thức để kết liễu mấy tên trùm vào cuối mỗi màn chơi (có chín màn trong game); những chiêu thức này sẽ tự động thăng cấp từ thấp nhất đến cao nhất - "Weak", "Yeah", "Neat", "Cool", "Groovy", "Wicked" và "Bitchin'". Zan còn có một thanh hiển thị giúp nâng một vài cấp độ cho phép anh tung ra chiêu "Hustle Mode" khiến thanh kiếm dài hơn nhiều, sức tấn công và tốc độ bắn được tăng lên đáng kể, cho phép nhân vật chính chạy và đánh ở tốc độ cực kỳ cao. Những hành động này, khi hoàn thành thành công sẽ thưởng thêm điểm cho người chơi, số điểm này được cộng lại ở cuối mỗi màn và đánh giá hiệu suất của người chơi bằng cách trao thêm một thứ hạng nữa. Rồi cấp bậc thay đổi dần từ thấp nhất đến cao nhất: "Chicken", "Hero", "Sexy Hero", Ultra Sexy Hero" và "Super Ultra Sexy Hero". Nếu người chơi hoàn thành game với một thứ hạng cao thì có thể mở khóa được một số tính năng bổ sung mới mẻ.

## Đón nhận
Rising Zan hiện đang nắm giữ số điểm trung bình là 68.81% theo GameRankings, với lời khen ngợi vừa phải dành cho phần dạo đầu nguyên thủy và nhiều màn hài hước đến mức kỳ quặc với những lời chỉ trích thậm tệ nhiều thiếu sót về mặt kỹ thuật và tiến trình chưa được trau chuốt của trò chơi. Năm 2009, GamesRadar đã xếp nó vào trong số các game "với tiềm năng nhượng quyền thương mại chưa được khai thác", nhận xét rằng: "Rising Zan có thể chưa hẳn là tựa game PS1 hay nhất từ trước tới nay, hoặc thậm chí trong số game hay nhất, nhưng có dòng chữ 'Samurai Gunman' nằm trong tên gọi, và quá đủ để đảm bảo một phần tiếp theo."